# Краусс, Вернер (литературовед)
Вернер Краусс (нем. Werner Krauss) — (7 июня 1900 года, Штутгарт, Германия — 28 августа 1976 года, Берлин, Германия) — филолог-романист, литературовед, политик ГДР, антифашист, член движения Сопротивления во время Второй мировой войны, член организации «Красная капелла».

## Биография
Вернер Краусс родился 7 июня 1900 года в Штутгарте, в Германской империи в семье Рудольфа Краусса и Оттилии, урожденной Щуле. В июне 1918 года завершил обучение в средней школе Эберхарда Людвига в Штутгарте и был призван на военную службу.
После увольнения из армии обучался в Университете Людвига-Максимилиана в Мюнхене и Университете Гумбольдта в Берлине на кафедре литературоведения, специализируясь на романских языках. С 1922 по 1926 год жил в Испании. С апреля 1931 года был ассистентом на кафедре романских исследований Университета Марбурга, а в следующем году выдержал аттестационный экзамен. После прихода нацистов к власти в Германии был уволен с работы. Ему разрешили читать лекции в Марбурге, откуда в августе 1940 года он был призван в армию в качестве переводчика.
Друг Вернера Крауса, психиатр Джон Риттмайстер, познакомил его с Харро Шульце-Бойзеном. В ноябре 1942 года вступил в организацию, известную как «Красная капелла». Вместе с Урсулой Гётце, участвовал в расклеивании антифашистских плакатов в Берлин-Шенеберге против нацистской выставки «Советский рай» в Берлин-Люстгартене.
18 января 1943 года был арестован гестапо. За соучастие в предательстве имперским военным трибуналом был приговорен к высшей мере наказания. Кроме расклеивания антифашистских плакатов, ему инкриминировалось прослушивание иностранных радиопередач, чтение и обмен антифашистской литературы.
Смертный приговор не был приведен в исполнение. Заключения врачей-психиатров и заступничество влиятельных ученых (включая Гадамера) спасло ему жизнь. 14 сентября 1944 года смертная казнь была заменена пятью годами лишения свободы. В Плёцензее в камере смертников написал роман, в котором прототипом главного героя стал Харро Шульце-Бойзен.
Незадолго до окончания войны он снова чуть не погиб. Из военной тюрьмы в Торгау, вместе с другими заключенными, его этапировали на восток для строительства военных объектов. Этап был остановлен армией США.
Окончание войны встретил в Чехословакии, откуда вернулся в Марбург. В 1945 году принимал участие в издании ежемесячного журнала Die Wandlung. В 1946 году получил звание профессора Университета Филиппса. Вошел в состав организации, ответственной за денацификации профессорского состава.
Через год принял назначение на место профессора Лейпцигского университета.
После войны вступил в Коммунистическую партию Германии. В письме от 19 февраля 1946 года, Вернер Краусс, как представитель Коммунистической партии Германии, получил назначение в Государственный консультативный комитет Гросс-Гессена. 15 мая 1946 года подал в отставку.
После переезда в ГДР, стал членом исполнительного комитета СЕПГ.
Одним из приоритетных направлений научной деятельности Вернера Краусса было французское Просвещение. Основал в Лейпциге в 1955 году в составе Германской академии наук (позднее Академии наук ГДР) рабочую группу по истории немецкого и французского Просвещения. Автор ряда сочинений, он также перевёл ряд важных работ в области образования. Наследие эпохи Просвещения рассматривал в качестве вклада для понимания современности. В 1958 году стал профессором Берлинской Академии Наук; в 1964 году, ему был присвоен почётный статус.
Вернер Краусс умер 28 августа 1976 года в Берлине, в ГДР.

### Награды
- Национальная премия ГДР (1949).
- Золотой орден «За заслуги перед отечеством» (1975).

### Публикации
- Literaturtheorie, Philosophie und Politik, Aufbau-Verlag, Berlin und Weimar 1984
- Spanische, italienische und französische Literatur im Zeitalter des Absolutismus, de Gruyter 1997
- Essays zur spanischen und französischen Literatur- und Ideologiegeschichte der Moderne, ebd. 1997
- Aufklärung I: Frankreich, Aufbau, Berlin und Weimar 1991
- Aufklärung II: Frankreich, Aufbau, Berlin und Weimar 1987
- Deutschland und Spanien, de Gruyter, 1996
- Sprachwissenschaft und Wortgeschichte, de Gruyter 1997